# راي كولين
راي كولين (بالإنجليزية: Ray Cullen)‏ (و. 1941 – م) هو لاعب هوكي الجليد، من كندا، ولد في سانت كاثرينز.

## روابط خارجية
- راي كولين على موقع دوري الهوكي الوطني (الإنجليزية)
- راي كولين على موقع قاعة مشاهير الهوكي (لاعب أن.إتش.أل) (الإنجليزية)
- راي كولين على موقع EliteProspects.com (الإنجليزية)
- راي كولين على موقع HockeyDB.com (الإنجليزية)
- راي كولين على موقع Hockey-Reference.com (الإنجليزية)